# عبد الله العتيبي (ممثل)
عبد الله العتيبي (16 مارس 1955) ، ممثل كويتي .
بدأ التمثيل عام 1987 في مسرحية الكورة مدورة ومن مسرحياته لولاكي ولن أعيش في جلباب زوجتي وانتخبو ام علي واعتزل لأسباب صحية لكن عاد للوسط فني عن طريق مسلسل بسمة منال